# デオキシリボヌクレアーゼ
デオキシリボヌクレアーゼ (deoxyribonuclease, DNase) はデオキシリボ核酸のホスホジエステル結合を切断してオリゴヌクレオチドないしモノヌクレオチドに分解する一群の酵素の総称。DNase（ディーエヌアーゼ、またはディーエヌエース）とも呼ばれる。
末端から分解してゆくエキソヌクレオチダーゼと内部から分解してゆくエンドヌクレアーゼに大別されるほか、3'側のホスホジエステル結合を分解するものと5'側から分解するものに分けられる。前者にはデオキシリボヌクレアーゼI（DNアーゼI、EC 3.1.21.1）などが、後者にはデオキシリボヌクレアーゼII（DNアーゼII, EC 3.1.22.1）などがある。また、特異な例として2本鎖DNAは分解しないが1本鎖DNAを分解するものも存在する。殆どあらゆる生物に存在し、DNAの代謝等に関わっている。